# 안드레아 만테냐
안드레아 만테냐(Andrea Mantegna, 1431년경 ~ 1506년 9월 13일)는 이탈리아의 화가이자 야코포 벨리니의 사위이다. 로마 고고학의 취미를 작품에 반영하였다.

## 생애
만테냐는 파도바 근처(당시 베네치아 공화국의 일부) 이탈리아 이조라 디 카르투로(Isola di Carturo)에서 태어났다. 11살에 파도바의 화가 프란체스코 스카르초네의 견습생이 되었다.
그는 1506년 9월 13일 74~75세의 나이로 만토바에서 사망했다.

## 주요 작품

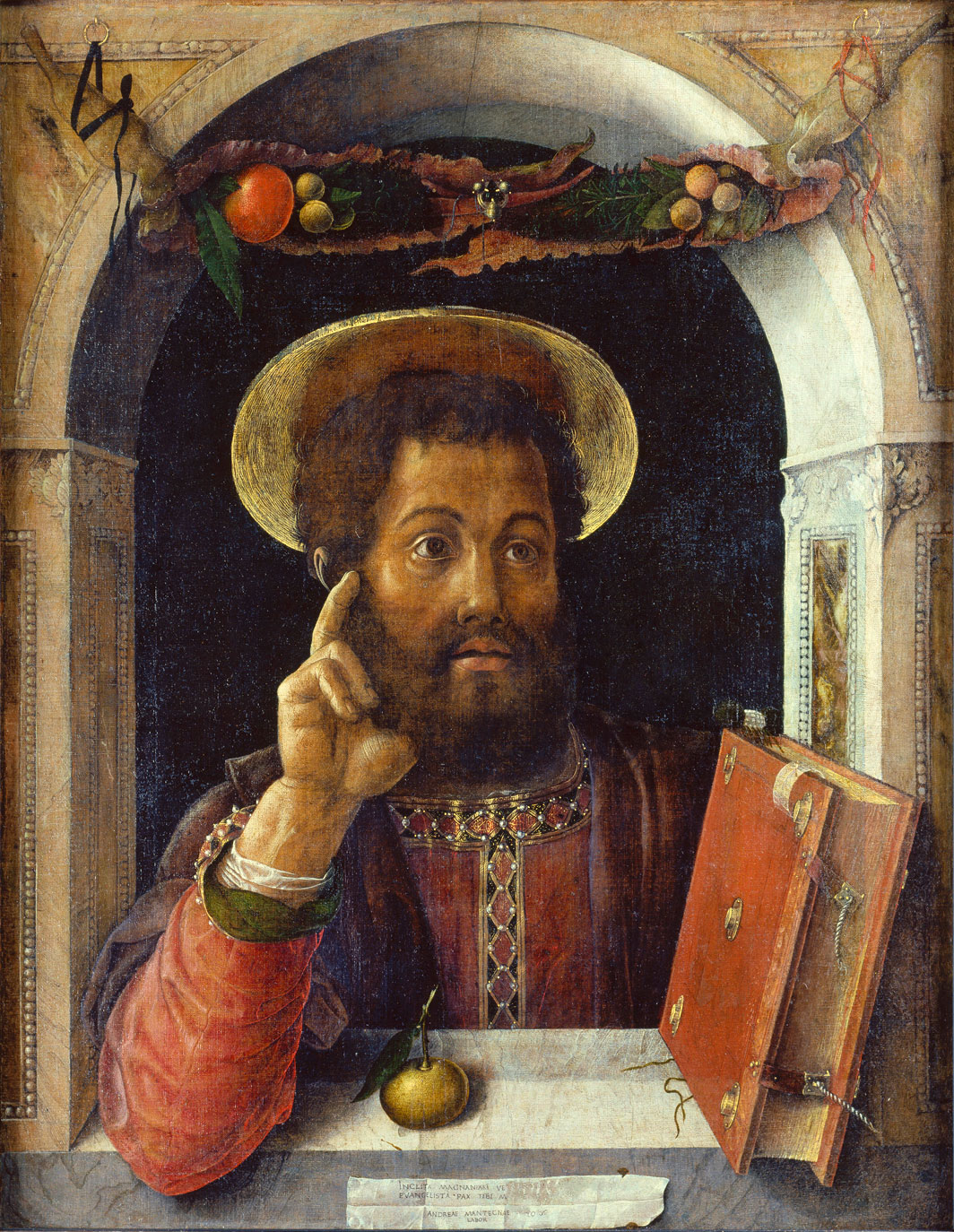
Saint Mark
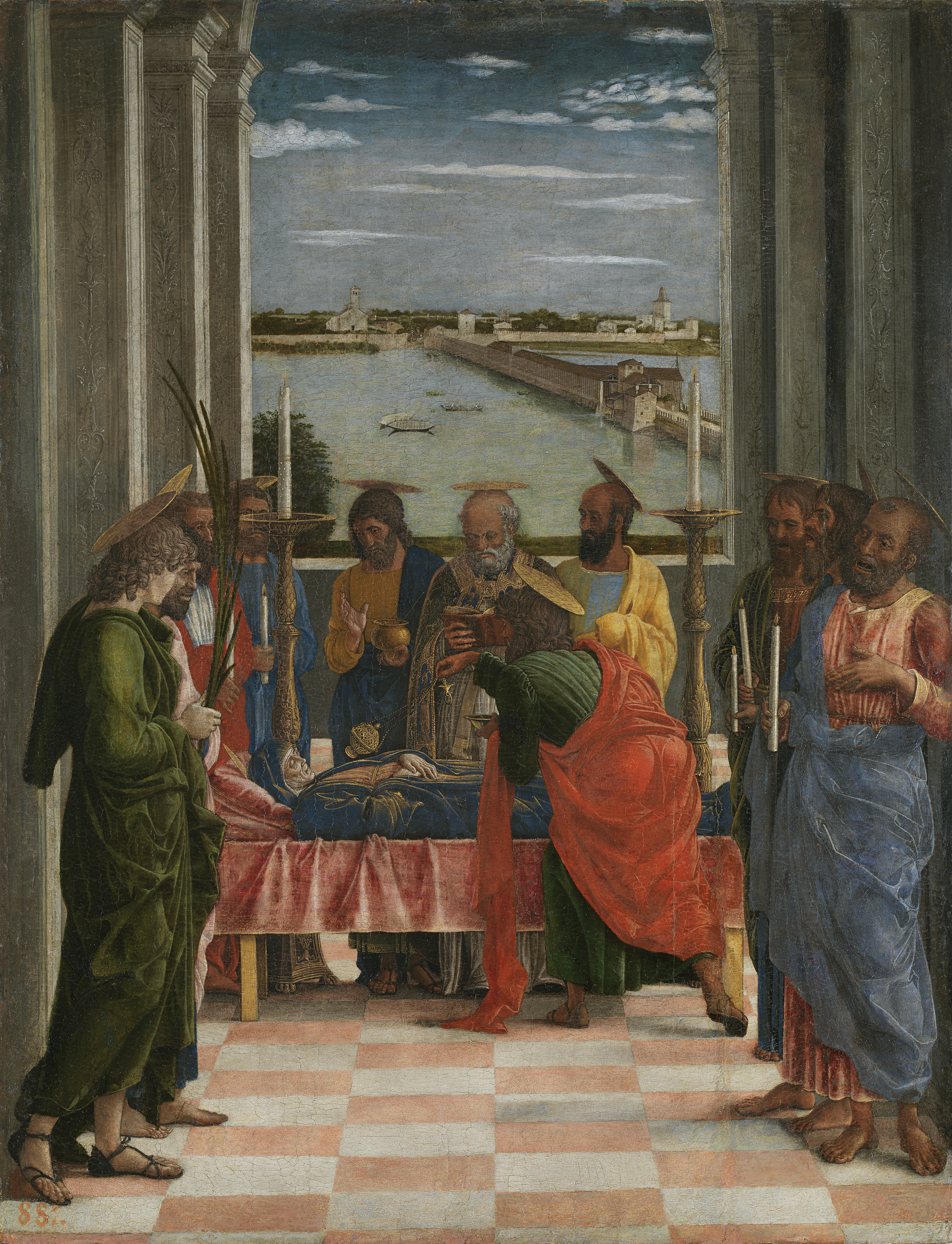
마리아의 죽음
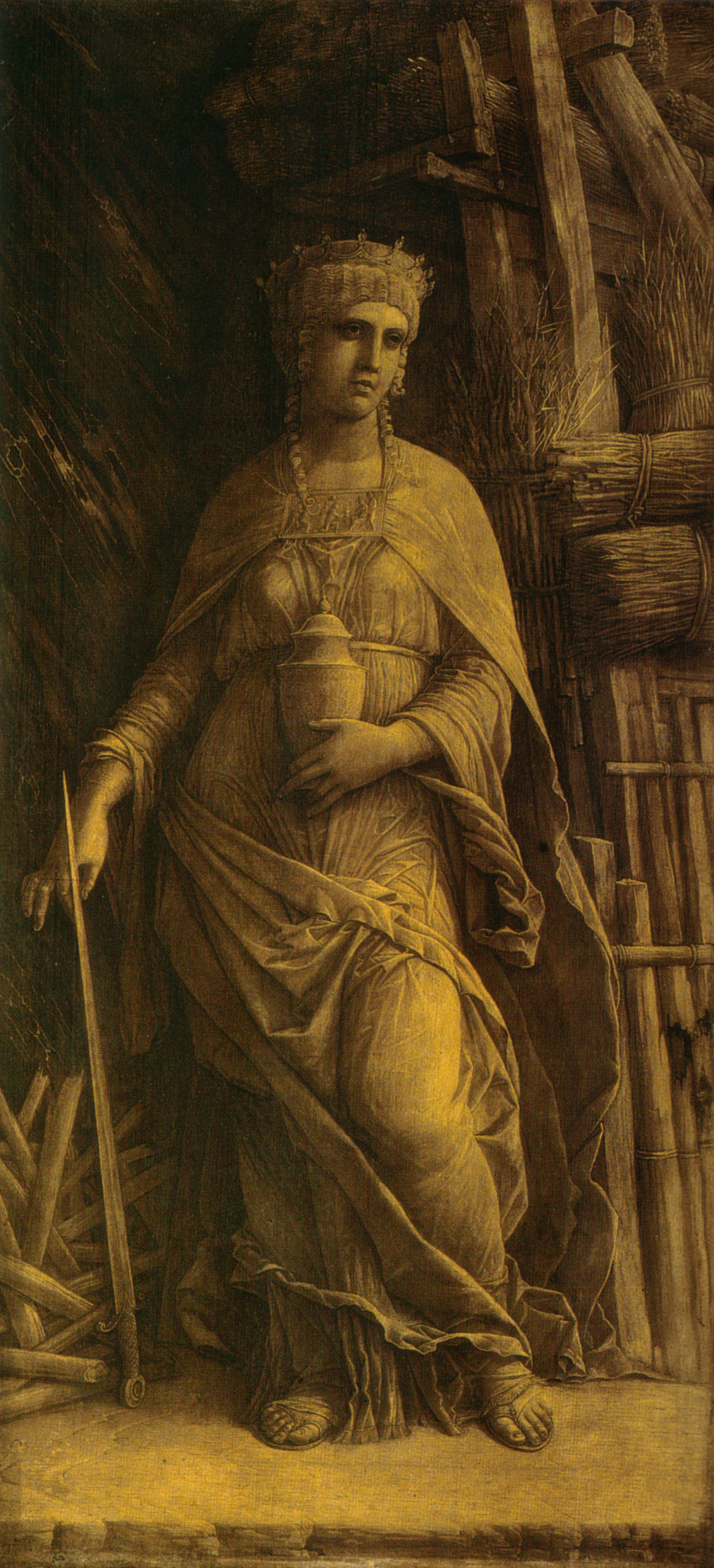
Dido
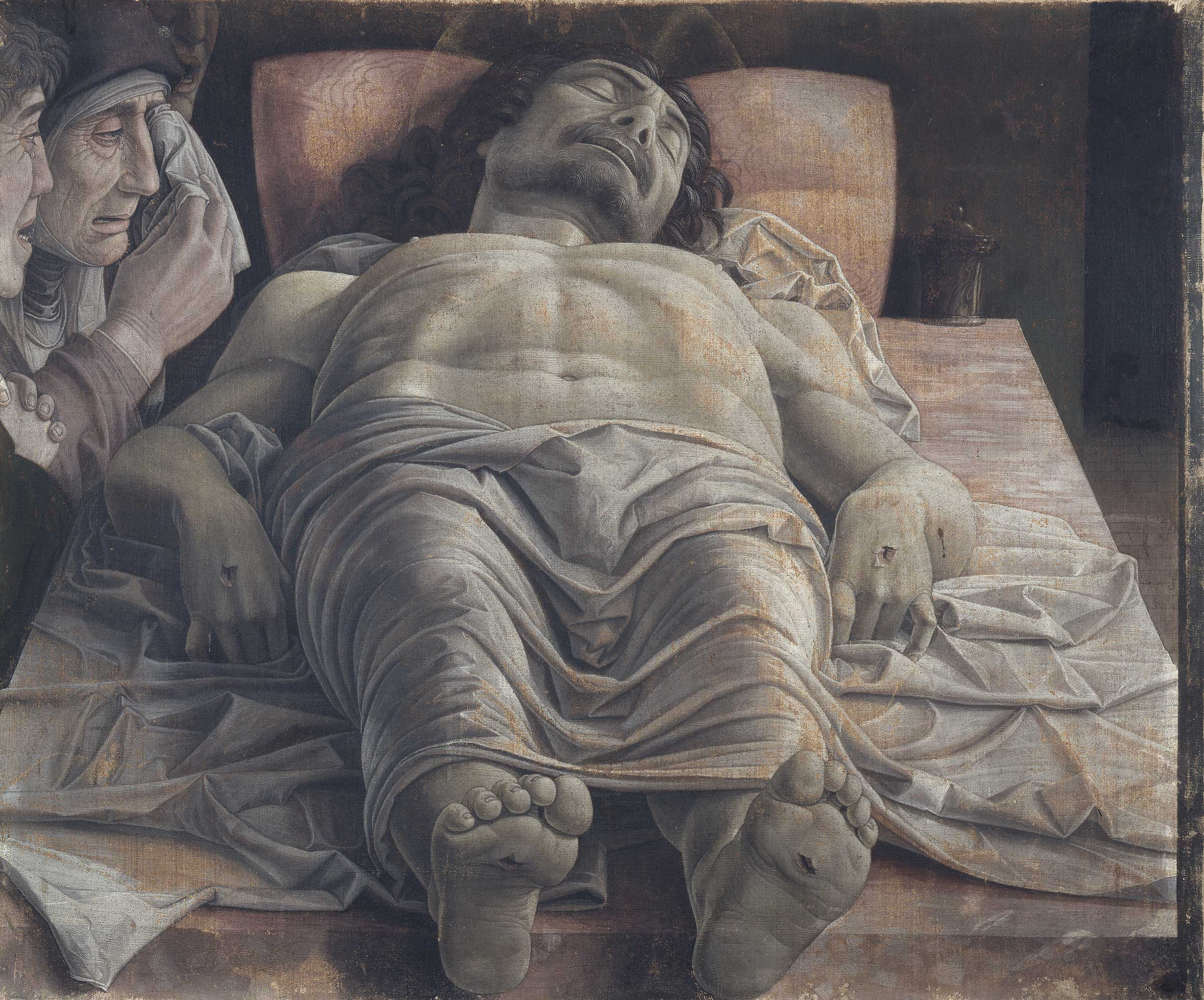
그리스도에 대한 애도
Parnassus
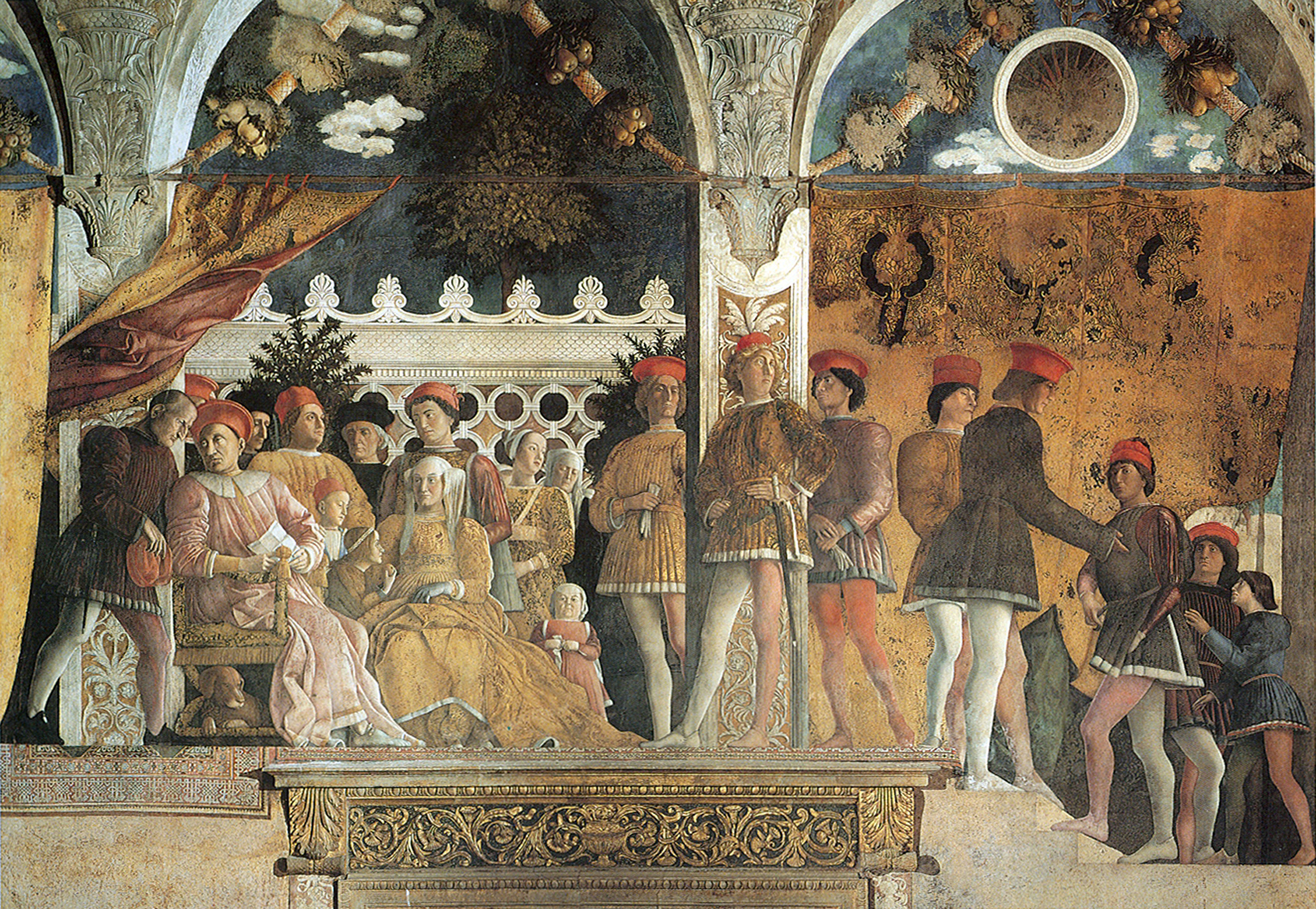
Camera degli Sposi